# Kappa Ophiuchi
Kappa Ophiuchi (27 Ophiuchi) é uma estrela na direção da constelação de Ophiuchus. Possui uma ascensão reta de 16h 57m 40.27s e uma declinação de +09° 22′ 30.2″. Sua magnitude aparente é igual a 3.19. Considerando sua distância de 86 anos-luz em relação à Terra, sua magnitude absoluta é igual a 1.09. Pertence à classe espectral K2IIIvar.